# Rituals
Rituals est un album de John Zorn qui comprend une seule pièce datée de 1998 pour mezzo-soprano et orchestre de 10 musiciens. Il est paru en 2005 sur le label Tzadik dans la série Composer consacrée à la musique classique contemporaine.

## Titres
| 1.    | I   | 4:48 |
| 2.    | II  | 7:45 |
| 3.    | III | 4:21 |
| 4.    | IV  | 5:22 |
| 5.    | V   | 4:19 |
| 26:35 |     |      |

## Personnel
- Jennifer Choi - violon
- Stephen Drury - piano, clavecin, célesta, orgue
- Brad Lubman - chef d'orchestre
- Tara O'Connor - flute
- Jim Pugliese - percussion, machines à vent et sons divers
- Fred Sherry - violoncelle
- William Winant - percussions
- Heather Gardner - voix
- Peter Kolkay - basson, contrebasson
- Mike Lowenstern: - clarinettes, basse clarinette
- Kurt Muroki: - basse
- Jim Pugh - trombone